# Verna Hillie
Verna Hillie (Hancock, 5 maggio 1914 – Fairfield, 3 ottobre 1997) è stata un'attrice statunitense.

## Biografia
Figlia di Edward Etelamaki, un finlandese emigrato negli Stati Uniti, e di Katherine Hillie, si dice che quest’ultima inviasse nel 1932, contro la volontà della figlia, una sua foto alla Paramount per farle ottenere il ruolo della Panther Woman nel progettato film L'isola delle anime perdute di Erle C. Kenton. La parte fu poi assegnata a Kathleen Burke ma la giovane, adottato il cognome della madre, ottenne comunque un contratto per una partecipazione al film Madame Butterfly (1932) di Marion Gering.
Nel 1933 sposò lo sceneggiatore Frank Gill Jr., da cui avrà due figlie, Kelly e Pamela, la quale avrà una breve carriera di attrice. Nel 1934 contrasse la paralisi di Bell, che indusse la Paramount a rompere il suo contratto. Verna Hillie continuò tuttavia a lavorare con altre case, interpretando ancora una decina di film fino al 1941.
Divorziata da Frank Gill, nel 1952 sposò il produttore televisivo Dick Linkroun, dal quale divorziò nel 1962, e lavorò ancora per diversi anni come impiegata nell'amministrazione sanitaria. Morì d'infarto nel 1997 nella sua casa di Fairfield.

## Filmografia parziale

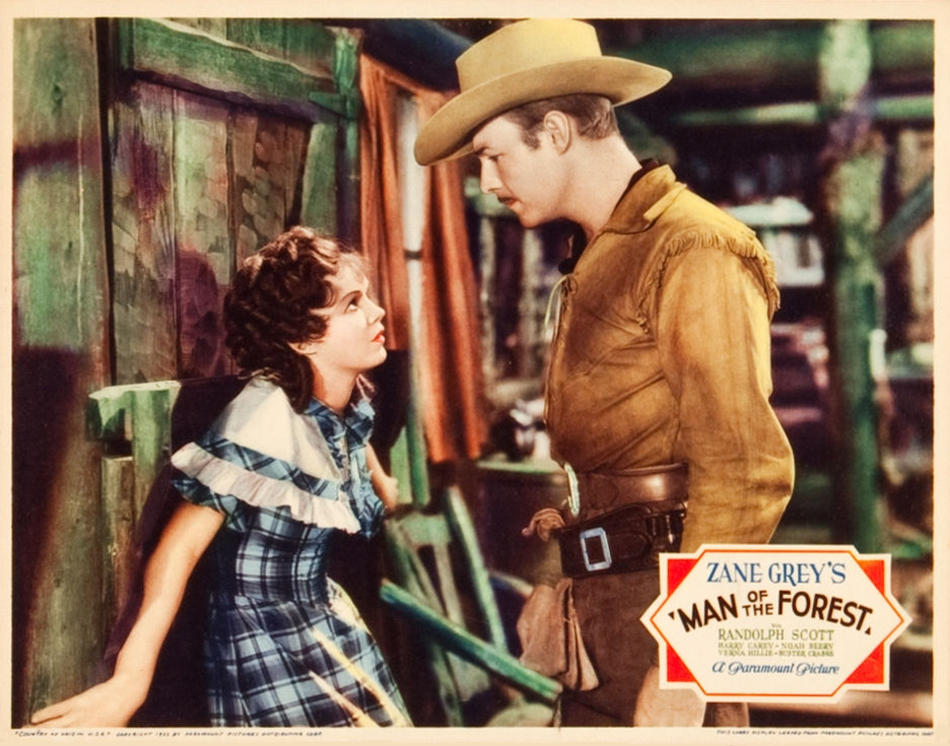
Con Randolph Scott in Man of the Forest (1933)

- Madame Butterfly, regia di Marion Gering (1932)
- From Hell to Heaven, regia di Erle C. Kenton (1933)
- Under the Tonto Rim, regia di Henry Hathaway (1933)
- Man of the Forest, regia di Henry Hathaway (1933)
- La guerra lampo dei Fratelli Marx (Duck Soup), regia di Leo McCarey (1933)
- I sei mattacchioni (Six of a Kind), regia di Leo McCarey (1934)
- La valle del terrore (The Star Packer), regia di Robert N. Bradbury (1934)
- La traccia infernale (The Trail Beyond), regia di Robert N. Bradbury (1934)
- Mister Dynamite, regia di Alan Crosland (1935)
- Princess O'Hara, regia di David Burton (1935)
- Rescue Squad, regia di Spencer Gordon Bennet (1935)
- Rebellious Daughters, regia di Jean Yarbrough (1938)
- The Reluctant Dragon, regia di Alfred L. Werker (1941)